# Präbschütz
Präbschütz ist ein Ortsteil der Stadt Döbeln im sächsischen Landkreis Mittelsachsen.

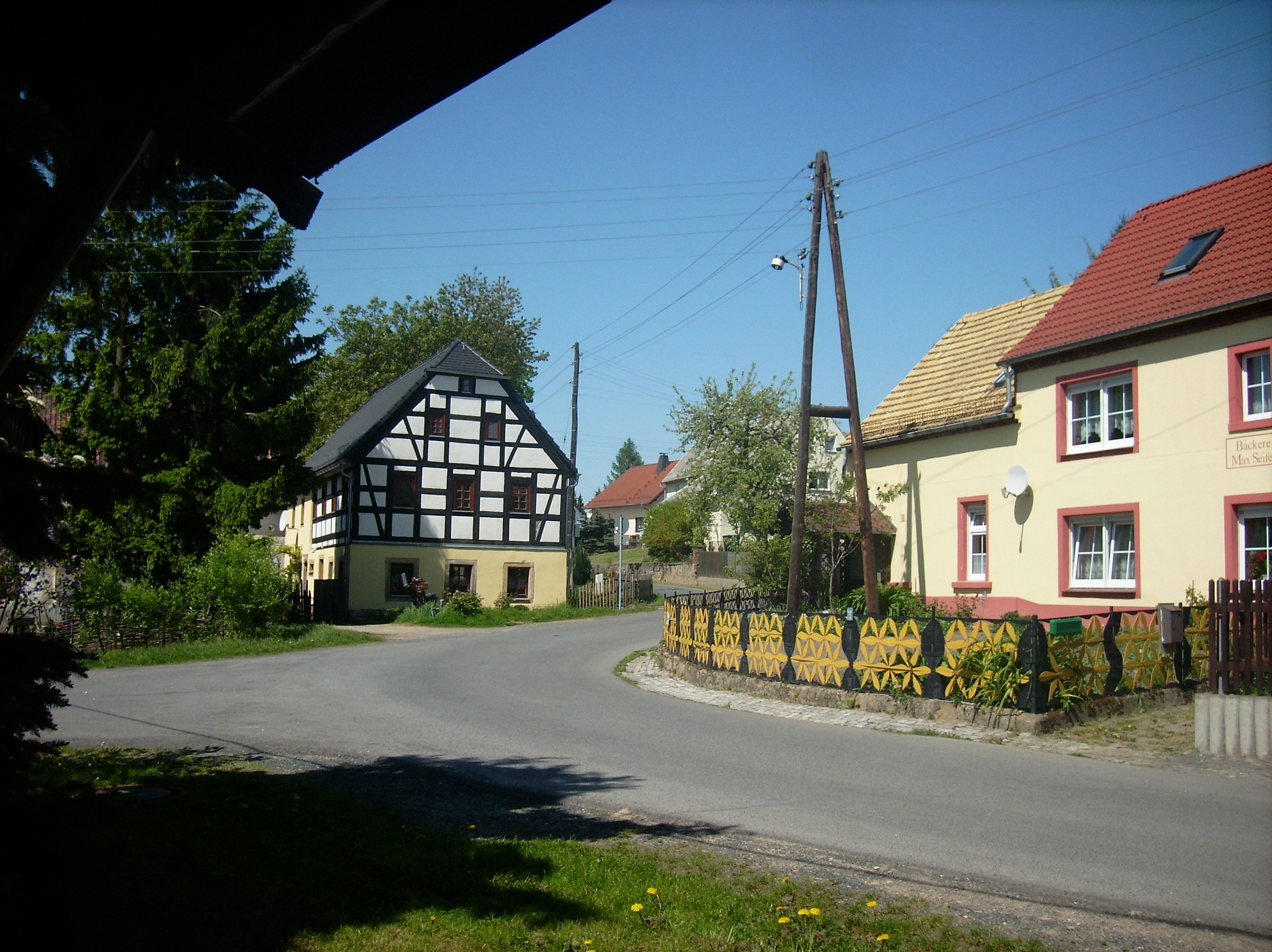
In Präbschütz

## Geographie
Das Dorf liegt 273 m über dem Meeresspiegel im Quellgebiet der Jahna und ist mit 270 ha landwirtschaftlich geprägt.

## Geschichte
Präbschütz wurde erstmals 1323 urkundlich als Prawschitz erwähnt. Spätere Schreibweisen waren Prawschicz (1334), Prauschwicz (1445) und Praebschitz (1543). Der Ortsname geht wahrscheinlich auf einen mit Prav beginnenden Personennamen zurück.
Es ist ein Platzdorf mit gewannähnlicher Streifenflur. Vermutlich ist Präbschütz viel älter, da es zur Slawenzeit im Daleminzergau lag und zum Supanort Kleinmockritz gehörte. Präbschütz gehörte bis zur Mitte des 19. Jahrhunderts zum Amt Meißen, erst ab 1875 kam es zur Amtshauptmannschaft Döbeln. Im 15. und 16. Jahrhundert hatte Präbschütz sechs Güter, zwei Halbhüfner, acht Gärtnernahrungen, 15 Häuser, eine „Gabschmühle“ genannte Wassermühle, eine Windmühle sowie eine Schmiede. Der Ort musste zur Klosterzeit an Alt-Zella Abgaben entrichten. In den Freiheitskriegen 1813 zogen am 6. Mai frühmorgens Brigadetruppen des Generals York durch Präbschütz.
Bekannte Flurnamen im Dorfgebiet sind beispielsweise der Burkhardsgraben und die Präbschützer Linde. 1911 wurde Präbschütz an die Stromversorgung angeschlossen. 1910 wurde in Präbschütz eine Wasserleitung gebaut und eine Wassergenossenschaft gegründet sowie ins Grundbuch eingetragen. Ihr gehörten sechs landwirtschaftliche Betriebe und die Bäckerei an. Zwei Quellbrunnen und ein Sammler stehen in Richtung Juchhöh. Das Wasser lief nach eigenem Lauf ohne Pumpvorrichtung bis zur Dorfmitte in ein Bassin mit einem Fassungsvermögen von 24 m³, von da aus geschah die Verteilung in die Betriebe. Betrieben wurde diese Verteilung bis 1978, als die Zentralwasserversorgung in Kraft trat. 
Die Einwohnerzahl des Orts belief sich 1834 auf 214 Einwohner, 1946 waren es 285, 2000 noch 82. Im Juni 2009 betrug die Einwohnerzahl 96 Personen. Im Juni 2002 wurde in Präbschütz ein Gedenkstein an der Ursprungsstelle des kleinen Flüsschens Jahna eingeweiht.
Seit dem 1. Juli 1950 gehörte Präbschütz zur Gemeinde Mochau, das selbst zum 1. Januar 2016 nach Döbeln eingemeindet wurde.